# معركة سيفيرسكي دونتس
معركة معابر سيفيرسكي دونتس كانت سلسلة من الاشتباكات العسكرية التي وقعت في مايو 2022، وأبرزها في الفترة من 5 إلى 13 مايو، في جبهة ليمان-سيفيرودونتسك ضمن معركة دونباس. كانت جزءًا من هجوم شرق أوكرانيا الأوسع خلال الغزو الروسي لأوكرانيا.
هُزمت القوات الروسية من اللواء 74 للحرس المنفصل التابع للجيش 41 من الأسلحة المشتركة  بواسطة دبابات اللواء الميكانيكي 30 ومدفعية لواء الدبابات 17 التابع للقوات المسلحة الأوكرانية حيث حاول الروس مرارا عبور نهر سيفيرسكي دونتس بالقرب من قرى درونيفكا وبيلوهوريفكا وسيريبريانكا دون نجاح.

## خلفية
يعتبر نهر سيفيرسكي دونتس، رابع أطول نهر في أوكرانيا وأطول نهر في شرق أوكرانيا، وشكل خط دفاع استراتيجي للجيش الأوكراني خلال الحرب في دونباس. نظرًا لكونه أطول نهر في المنطقة، فإن السيطرة على النهر تعني أيضًا القدرة على المناورة بحرية للأجهزة العسكرية شمالًا وجنوبًا على طول مسار النهر، والتأثير على الزراعة الإقليمية، والتحكم في إمدادات المياه للمدن الرئيسية مثل سفرودونتسك وليسيتشانسك وخاركيف وغيرها من المدن والبلدات. 
خلال معركة دونباس، تقدمت القوات الروسية للأمام من خط تماس عام 2014 نحو مدينة ليمان، كجزء من محاولة أوسع لتطويق منطقة بارزة تضم أكثر من 40 ألف جندي أوكراني.  كان النهر أكبر عقبة طبيعية تقف أمام الهجوم الروسي. تضمنت المحاولات الروسية لعبور النهر في مواقع أخرى، والتي كان بعضها ناجحًا، نشر جسور عائمة لتسهيل نقل القوات والمعدات عبر النهر. 

## المعركة
في الصباح الباكر من يوم 5 مايو، حاول الجيش الروسي، بعد قصف مدفعي، عبور النهر في درونيفكا، لكن القوات والدبابات الأوكرانية أوقفته. اشتبكت دبابتان أوكرانيتان من اللواء الميكانيكي 30 مع مركبات قتالية روسية، على مسافة 1,200 متر (3,900 قدم)،  مما أوقف التقدم.

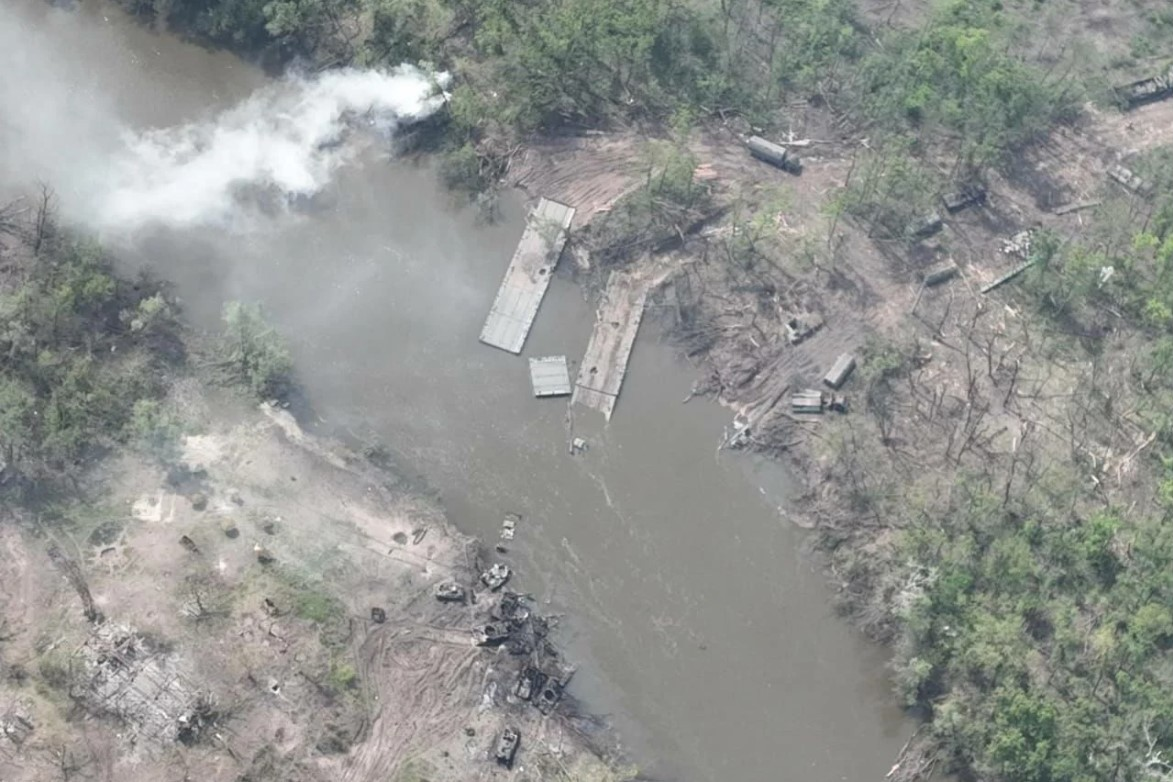
تدمير الجسر والمركبات الروسية بالقرب من بيلوهوريفكا.

في 8 مايو، شيدت القوات الروسية جسرًا عائمًا عبر النهر في بيلوهوريفكا. استعد الآلاف من الأفراد والدبابات والمركبات العسكرية الأخرى للعبور إلى الضفة الغربية للنهر كجزء من تقدمهم الأوسع غربًا نحو ليمان. 
في نفس اليوم، أرسل لواء الدبابات 17 الأوكراني مفرزة استطلاع إلى الضفة الغربية للنهر لمراقبة التقدم الروسي في المنطقة. وألقت القوات الروسية قنابل دخان في المنطقة مما تسبب في صعوبات في الرؤية. لمواجهة ذلك، نشرت القوات الأوكرانية طائرات بدون طيار، ونجحت في رصد الجسر العائم في الصباح الباكر.  تم نقل هذه المعلومات إلى القوات الجوية الأوكرانية ومفارز المدفعية المتمركزة في جميع أنحاء المنطقة، والتي قصفت الجسر جويا ومدفعيا.  تم التأكد من تدمير الجسر بحلول 10 مايو. 
تم بناء الجسر الأخير بين بيلوهوريفكا وسيريبريانكا في حوالي 12 مايو ودُمر أيضًا،  مع انسحاب آخر القوات الروسية إلى جانبهم من النهر في 13 مايو. 

## الخسائر
وفقًا لمعهد دراسة الحرب (ISW)، من بين حوالي 550 جنديًا روسيًا شاركوا في محاولة العبور بالقرب من بيلوهوريفكا، قُتل أو جُرح 485 جنديًا، ودُمرت أكثر من 80 قطعة من المعدات الروسية.  قدرت التايمز أن أكثر من 1000 جندي قتلوا خلال المعركة في دونيتس، في حين ذكرت مجلة نيوزويك مزاعم أوكرانية بمقتل ما يصل إلى 1500 جندي خلال المعركة.   
في المجموع، تم بناء أربعة جسور وثلاثة رؤوس جسور: واحد في درونيفكا، واثنان في بيلوهوريفكا، والآخر في سيريبريانكا.  استمرت المعركة بأكملها لمدة ثمانية أيام (من 5 مايو إلى 13 مايو)، تم خلالها تدمير جميع الجسور من قبل الجيش الأوكراني.
وفقًا لسيرهي هايداي، حاكم منطقة لوهانسك، فقد دمر الأوكرانيون خلال المعركة الدبابات الروسية والمدرعات ومعدات الجسور والمروحيات والقوارب السريعة.
وقدر مصدر آخر الخسائر الروسية بما لا يقل عن ست دبابات وأربعة عشر عربة مشاة مدرعة من طراز بي إم بي وسبع مركبات إم تي-إل بي وخمس مركبات مدرعة أخرى وزورق قطر. وقدرت الحسابات المستندة إلى لقطات الطائرات بدون طيار الخسائر الروسية بـ 73 مركبة. 